# جيمس هيبورن
جيمس هيبورن (بالإنجليزية: James Hepburn)‏ هو عالم طيور وعالم حيوانات أمريكي، ولد في 1811، وتوفي في 1869.